# Коммунарское движение
Коммунарское движение — возникшая в 1960-х годах в СССР неформальная ассоциация, связывающая коммунарские клубы — неформальные коллективы, в той или иной мере являющиеся последователями определённой педагогической методики, которая известна в педагогической литературе под названиями: коммунарская методика, методика коллективного творческого воспитания, методика Иванова, орлятская методика и прочие.

## История коммунарства
В 1956 году по инициативе педагога-исследователя И. П. Иванова (позже профессора ЛГПИ и действительного члена АПН СССР) в Ленинграде было создано небольшое молодёжное инициативное субкультурное объединение педагогов «Союз энтузиастов» (СЭН). Первоначально это был кружок преимущественно пионерских вожатых (Л. Г. Борисова и другие), которые были крайне не удовлетворены современной им отечественной педагогикой, господствовавшей в пионерской организации системой воспитательной работы, «сэновцы» разыскивали, где могли, материалы о предшественниках, серьёзно изучали опыт С. Т. Шацкого, А. С. Макаренко, опыт скаутов, пионерского движения 1920-х годов, идеи А. П. Гайдара и тимуровского движения, знакомились с харцерским движением в Польше. Термин «коммуна», по их мнению, должен был указывать на идейно-методическую приверженность опыту макаренковской коммуны. В 1959 году И. П. Ивановым была создана в Ленинграде Коммуна юных фрунзенцев (КЮФ).
Добровольность участия, коллективное планирование, коллективное исполнение и коллективная оценка сделанного, чередование творческих поручений, ротация выборных руководителей (институт «дежкомов», то есть дежурных командиров), институт временных «советов дела» при высшей власти «общего сбора», «откровенные разговоры» («огоньки» — когда каждый говорит откровенно о каждом, в том числе и о взрослых «старших друзьях»), «сетка традиций», включающая многодневные «сборы» и летние палаточные лагеря труда и отдыха, другие составляющие методики позволили «возродить» многое из того, что было свойственно стилю и образу жизни клубов С. Т. Шацкого, скаутских и пионерских отрядов И. Н. Жукова, тимуровских команд.
Важнейшую роль в распространении образа жизни коммунарского коллектива, максимально приближённого к первоисточнику, сыграло то, что коммунарская методика была положена в основу работы во Всероссийском лагере ЦК ВЛКСМ «Орлёнок». Летом 1962 года «Комсомольская правда» и ЦК ВЛКСМ собрали в «Орлёнке» 50 старшеклассников из различных городов; в отряд были приглашены несколько подростков из Коммуны юных фрунзенцев, а также трое «старших друзей» КЮФа. Ребята разъехались по своим городам и там многим из них удалось создать подростковые сообщества, которые стали называть себя «секциями» клуба юных коммунаров. Секции проводили «коллективные творческие дела» и воспроизводили стиль и образ жизни КЮФа (в той мере, в какой они могли их освоить за проведённые в «Орлёнке» 40 дней).
В 1963 году в «Орлёнке» прошёл первый Всесоюзный Сбор юных коммунаров. С этого времени и появился в прессе термин «коммунарское движение».
После изучения сотрудником «Комсомольской правды» С. Л. Соловейчиком жизни КЮФа и опубликования статьи «Фрунзенская Коммуна», 24 января 1962 года газета объявила о создании заочного «Клуба юных коммунаров» (КЮК) и призвала комсомольцев-старшеклассников, учеников ремесленных и технических училищ создавать секции этого клуба из первичных комсомольских организаций — групп, классов. КЮК в «Комсомольской правде» и «коммунарские» смены в «Орлёнке» породили первую волну коммунарского движения. Оно распространилось почти на всю страну (крупнейшими центрами коммунарского движения были Москва, Ленинград, Пермь, Челябинск, Свердловск, Тула, Воронеж, Харьков, Киев, Донецк, Одесса, Минск. Петрозаводск), воспитало несколько поколений педагогов-энтузиастов и охватывало во времена расцвета (середина 1960-х годов) десятки тысяч школьников и подростков.
В осенние, зимние, весенние и летние каникулы в разных городах стали проводиться (иногда даже одновременно в нескольких городах сразу) всесоюзные коммунарские сборы, на которые собиралось одновременно по 100, 200, 300 человек из 10—20 секций клуба ЮК разных городов страны. С осени 1963 года в «Комсомольской правде» стала выходить тематическая страница для старшеклассников «Алый парус», которая была задумана как печатный орган «коммунарского движения». «Секции» клуба ЮК стали создаваться при редакциях молодёжных газет, в школах, при домах культуры, при дворцах пионеров. Некоторые из таких «секций» официально числились как городские штабы комсомольцев-старшеклассников (ГКШ). С декабря 1965 года была прекращена поддержка коммунарского движения со стороны ЦК ВЛКСМ; было объявлено, что в таком случае дальнейшая судьба коммунарских объединений будет зависеть от их взаимоотношений с комсомольскими органами «на местах». Движение официально не запрещалось, но с тех пор во многих городах отношение к секциям клуба ЮК стало крайне неблагоприятным.
Разработку методики коллективного творческого воспитания с 1963 года продолжал руководимый И. П. Ивановым творческий коллектив студентов и преподавателей ЛГПИ им. А. И. Герцена — Коммуна им. А. С. Макаренко (КИМ, 1963—1991).
Важным событием не только для коммунарского движения, но для всего общественно-педагогического движения страны оказался январский сбор 1968 года клуба ЮК Свердловска «Алый парус», на котором с участием делегаций из Москвы и Перми была проведена своего рода научно-практическая конференция по проблемам коммунарского движения.
После распада СССР коммунарское движение перестало быть массовым общественным явлением. Однако до сегодняшних дней сохранились различные разрозненные группы, не имеющие фиксированного членства, называющие себя «коммунарскими». Сохранился и действует основанный 8 октября 1961 года Архангельский Городской Штаб Школьников имени А. П. Гайдара. В Ульяновской области в период с 1996 по 1999 год по инициативе последователей движения профессора С. Д. Полякова, кандидата педагогических наук С. С. Кузьмина и других коллег Ассоциацией учащейся молодёжи проводились регулярно коммунарские сборы. В Москве в 2011 году создана межрегиональная общественная организация Движение Коммунаров.

## Социальные и педагогические явления, возникшие под влиянием коммунарства
- Движение педагогических отрядов
- Движение семейно-педагогических клубов
- Движение Коммунаров